# Onthophagus parceguttatus
Onthophagus parceguttatus är en skalbaggsart som beskrevs av D'orbigny 1902. Onthophagus parceguttatus ingår i släktet Onthophagus och familjen bladhorningar. Inga underarter finns listade i Catalogue of Life.